# Egnasia participalis
Egnasia participalis är en fjärilsart som beskrevs av Walker 1891. Egnasia participalis ingår i släktet Egnasia och familjen nattflyn. Inga underarter finns listade i Catalogue of Life.